# Joachim Lux

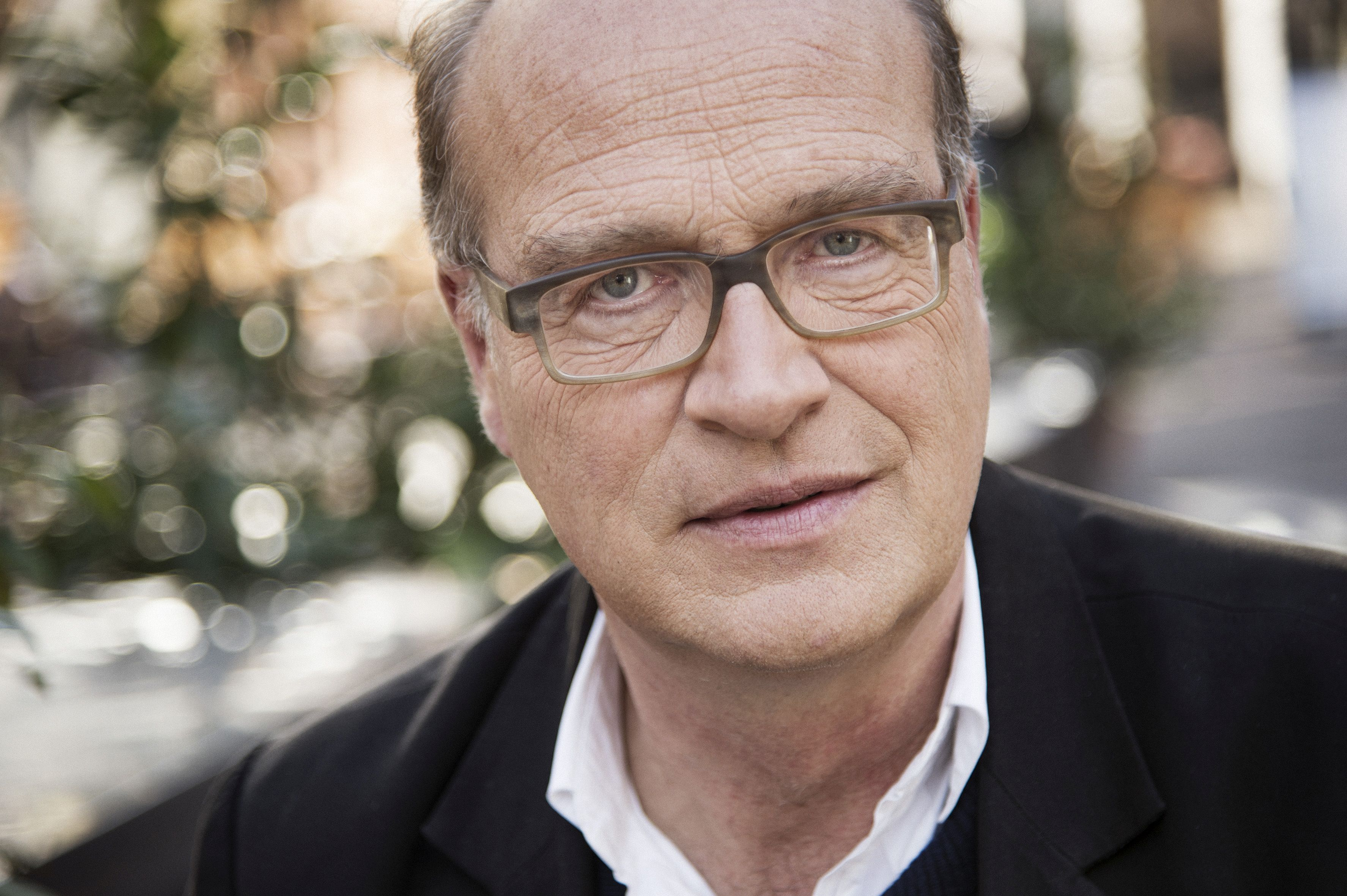
Joachim Lux

Joachim Lux (* 12. November 1957 in Münster) ist ein deutscher Dramaturg, Regisseur und ab 2009 Intendant des Thalia Theaters in Hamburg.

## Leben
Joachim Lux studierte von 1976 bis 1982 Germanistik und Geschichte in Münster und Tübingen. Danach arbeitete er am Schauspiel Köln, am Düsseldorfer Schauspielhaus und am Bremer Theater als Dramaturg, Chefdramaturg und Regisseur. Außerdem war er als Dramaturg für die Salzburger Festspiele tätig.

### Burgtheater Wien 1999–2009
Von 1999 bis 2009 war Lux Mitglied der künstlerischen Direktion des Wiener Burgtheaters, zuerst als Dramaturg, ab 2006 als Chefdramaturg. In dieser Zeit arbeitete er mit prägenden Regisseuren des zeitgenössischen Regietheaters zusammen, wie zum Beispiel Karin Beier, Jan Bosse, Andrea Breth, Dimiter Gotscheff, Christoph Schlingensief und Nicolas Stemann. Mehrere der von ihm betreuten Aufführungen wurden zum Berliner Theatertreffen eingeladen. Von 2004 bis 2008 leitete er außerdem den Dramatikersalon beim Berliner Theatertreffen. Ein wesentlicher Schwerpunkt seiner Arbeit war die Förderung von Gegenwartsautoren wie Elfriede Jelinek, Gert Jonke, Tankred Dorst, Händl Klaus und Vladimir Sorokin.

### Thalia Theater Hamburg 2009–2025
Seit 2009 ist Lux Intendant des Thalia Theaters in Hamburg und damit Nachfolger von Jürgen Flimm und Ulrich Khuon. Das Thalia Theater ist unter seiner Leitung ein klassisches Repertoiretheater mit hoher Kontinuität im Ensemble. Aktuell ist das Thalia Theater die Schauspielbühne mit den meisten Zuschauern in Deutschland. Konzeptionell zentral war für Lux von Beginn an die interkulturelle und internationale Ausrichtung seiner Arbeit. Intellektueller Begleiter ist dabei seit vielen Jahren der Schriftsteller Navid Kermani, mit dem das künstlerische, serielle Format „Herzzentrum“ entstand.

### Zusammenarbeit mit Regisseuren
Leitender Regisseur war von 2009 bis 2018 der Belgier Luk Perceval. Gleichzeitig arbeiteten am Thalia wichtige Regisseure des zeitgenössischen Regietheaters wie Jan Bosse, Dimiter Gotscheff, Leander Haußmann, Kornel Mundruczo, Sebastian Nübling, Yael Ronen, Johan Simons, Nicolas Stemann. Mit der Spielzeit 2021/2022 kam dann neu der dissidente russische Theater-, Film- und Opernregisseur Kirill Serebrennikov hinzu und verband sich als „artist in residence“ mit dem Thalia Theater. Relevant war in den vergangenen Jahren außerdem die Zusammenarbeit mit zahlreichen Regisseuren der jüngeren Generation: Besonders prägend waren Jette Steckel, die während der gesamten Intendanz regelmäßig inszenierte, und Antú Romero Nunes, der von 2009 bis 2020 am Thalia Theater arbeitete. Doch auch weitere Vertreter der jungen Regiegeneration waren über Jahre und regelmäßig vertreten: Gernot Grünewald, Bastian Kraft, Anne Lenk, Ersan Mondtag, Christopher Rüping, Charlotte Sprenger. In der letzten Phase seiner Intendanz hat Lux nun zwei Regisseure eingeladen, die mit seinen Vorgängern Jürgen Flimm und Ulrich Khuon verbunden waren: Robert Wilson und Michael Thalheimer. Seine Haltung: „Ein Theater hat eine Identität über die jeweiligen Intendanten hinaus!“
Neun Inszenierungen wurden während Lux’ Intendanz zum Berliner Theatertreffen eingeladen.
Im April 2024 geriet Lux in Kritik, da in seiner gesamten Tätigkeit am Thalia Teater und insbesondere der letzten Spielzeit fast nur Männer Regie führen durften.

### Ensemble
Zentrum des Theaters war während Lux’ Intendanz stets das Ensemble mit seiner hohen Kontinuität. Es wurde mehrfach geehrt: Sechs junge Schauspielerinnen und Schauspieler erhielten den renommierten Boy Gobert Preis, Sebastian Rudolph (2012) und Jens Harzer (2008, 2011) wurden Schauspieler des Jahres, letzterer erhielt von Bruno Ganz den Iffland-Ring (2019). Karin Neuhäuser (2017) und Barbara Nüsse (2018) bekamen den Deutschen Theaterpreis Der Faust, Barbara Nüsse außerdem den Gertrud-Eysoldt-Ring (2009), Gabriela Maria Schmeide den Deutschen Filmpreis (2020) und das Tilla Durieux-Collier (2022), Maja Schöne den Deutschen Schauspielerpreis (2013).

### Schwerpunkt: Internationale und interkulturelle Arbeit des Thalia-Theaters
Das Thalia Theater reagiert unter Lux mit seinem Programm auf die zunehmend internationaler werdende Stadtgesellschaft in Zeiten der Globalisierung. Seit Beginn seiner Intendanz finden, unter Bezug auf den ersten Hamburger Kosmopoliten, alljährlich die „Lessingtage – Um alles in der Welt“ statt: Mit Gastspielen, der Beschäftigung mit Kulturtechniken in der „Langen Nacht der Weltreligionen“ und viel beachteten Eröffnungsreden von Navid Kermani, Vandana Shiva, Can Dündar, Auma Obama, Richard Sennett, Nino Haratischwili, Ilija Trojanow u. a.
Ein wichtiges Standbein sind außerdem europäische, multilinguale Inszenierungen wie – aus Anlass von 100 Jahre 1. Weltkrieg – „FRONT“ (Luk Perceval, 2014), die in ganz Europa getourt ist. Bei „Neverland“ (Antu Nunes, 2019) verband sich das Thalia Theater mit zahlreichen europäischen Partnern, die geplante Europatournee musste jedoch pandemiebedingt entfallen. Mit Kirill Serebrennikovs „Der schwarze Mönch“ (2022) setzt sich der Trend zur Internationalität nun fort.
Über die Jahre hinweg arbeiteten außerdem zahlreiche Regisseure aus dem internationalen Raum in Hamburg, neben den weiter oben genannten u. a. Thorleifur Örn Arnarsson, Marina Davydova, Amir Reza Koohestani, Ewelina Marciniak, Tiit Ojasoo/Ene-Liis Semper, Toshiki Okada.
Das Thalia-Theater ist ferner weltweit mit Gastspielen vertreten, u. a. in Sydney, Peking, Shanghai, Bogotá oder Santiago de Chile, aber auch auf allen wichtigen europäischen Festivals in Avignon, Edinburgh, Salzburg, Wien, Moskau, St. Petersburg oder Amsterdam. Im Sommer 2022 war das Thalia Theater bereits zum vierten Mal nach Avignon eingeladen und eröffnete das Festival im dortigen Cour d’Honneur du Palais des Papes, einer der größten Freilichtbühnen Europas.
Aus dem spontanen Engagement des Theaters für Geflüchtete 2015 ist in der Folge die „Embassy of Hope“ hervorgegangen, die sich zwischenzeitlich verstetigt hat. Die für die Jahre ab 2019 angekündigte Intensivierung internationaler Gastspiele im Thalia Theater konnte mit Gastspielen von Robert Wilson und Isabelle Huppert u. a. zwar begonnen werden, kam aber durch die Corona-Pandemie ab 2020 teilweise zum Erliegen.
Gleichzeitig wurde die Internationalisierung des Festivals „Lessingtage“ intensiviert, und mit „Nachbarșchaften – Komșuluklar“, anlässlich von 60 Jahre Anwerbeabkommen mit der Türkei, im Herbst 2021 ein neues transkulturelles Festival zum Leben in der Einwanderungsgesellschaft gegründet.
Des Weiteren hat der russische Schauspiel-, Opern- und Filmregisseur Kirill Serebrennikov, Symbolfigur des Widerstands, sein Land nach dem Überfall auf die Ukraine verlassen, und sich als „artist in residence“ mit dem Thalia-Theater verbunden. Dort hat er nach „Der schwarze Mönch“ weitere genresprengende, international besetzte Produktionen wie „Der Wij“ oder „Barocco“ angekündigt.
Im März 2022 wurde der Vertrag von Lux, einem einstimmigen Votum des Ensembles folgend, um ein Jahr bis 2025 verlängert. Zeitgleich teilte Lux mit, dass er seinen Vertrag darüber hinaus nicht mehr verlängern würde und sagte, „nach dann 16 Thalia-Jahren, in denen wir uns immer wieder neu erfunden haben, ist es Zeit für etwas Neues, sowohl für das Theater wie auch für mich.“ 

### Sonstiges
Lux ist in verschiedenen Auswahlgremien tätig. Er war zeitweise in der Jury für den Dramatikerpreis des Kulturkreises der Deutschen Wirtschaft im BDI und ist seit 2017 Mitglied der Jury des von der Europäischen Kommission der EU verliehenen Europäischen Theaterpreises. Seit 2012 ist er Mitglied der Deutschen Akademie der Darstellenden Künste (Bensheim) und seit 2015 Mitglied der Freien Akademie der Künste in Hamburg. Von 2014 bis 2021 war er als Nachfolger von Ivan Nagel und Manfred Beilharz Präsident des deutschen Zentrums des Internationalen Theaterinstituts (ITI). Im Weltverband des ITI, einer mit der UNESCO verbundenen Institution, ist er von 2015 bis–2023 Mitglied des Executive Council.
Lux übernahm verschiedene Lehraufträge, z. B. am Max Reinhardt Seminar in Wien und bei der Executive Master in Arts Administration (EMAA) in Zürich. Hinzu kamen Vortragstätigkeiten, u. a. bei der Unternehmensberatung „Metaplan“ und den Langeooger Wochen der Kinder- und Jugendpsychiatrie und Psychotherapie. Des Weiteren arbeitete Lux wieder in seinem ursprünglichen Beruf als Dramaturg, so in der Spielzeit 2021/22 mit Robert Wilson und Kirill Serebrennikov.
Lux ist Vater zweier Kinder, seine Frau Susanne Meister arbeitet als Dramaturgin.

## Auszeichnungen
2011 erhielt Lux den Max-Brauer-Preis für seine Verdienste um das kulturelle Leben Hamburgs, insbesondere die Organisation der Lessingtage. 2021 erhielt er in der Eremitage im russischen Sankt Petersburg den „Baltic Star International Award“ für besondere Verdienste um die Entwicklung und Konsolidierung humanitärer Beziehungen in der baltischen Region.

## Veröffentlichungen (Auswahl)
Herausgeberschaft
- Gert Jonke: Alle Stücke. Jung und Jung, Salzburg 2008, ISBN 978-3-902497-45-1.
- Tankred Dorst: Merlins Zauber. 1. Auflage. Suhrkamp-Verlag, Frankfurt am Main 2001, ISBN 3-518-41275-2.

Essays
- Joachim Lux: Das Theater der Zukunft. In: Alexander Birken (Hrsg.): ZukunftsWerte. Verantwortung für die Welt von Morgen. Festschrift für Michael Otto. Steidl, Göttingen 2018, ISBN 978-3-95829-436-3, S. 384.
- Joachim Lux: Absolutes Vertrauen. In: Theater heute. Nr. 11. Der Theaterverlag – Friedrich Berlin GmbH, Berlin November 2016, S. 1.
- Joachim Lux: Die Witwe fordert ein Mindestmaß an Gerechtigkeit. In: Deutscher Evangelischer Kirchentag. Hamburg 2013. Dokumente. Hrsg. von Silke Lechner und Heide Stauff. Gütersloh 2014.
- Joachim Lux: Freiraum Theater! Sondernummer, Jahrbuch 2013. Der Theaterverlag – Friedrich Berlin GmbH, Berlin 2013, S. 4.
- Joachim Lux: Wut auf Wutbürger. In: Theater heute Jahrbuch. Berlin 2011.
- Joachim Lux: Zwischen Elite, Kunst und Quote. In: Theater heute. Nr. 3. Der Theaterverlag – Friedrich Berlin GmbH, Berlin März 2010, S. 40.
- Joachim Lux: Zu Anton Tschechows „Möwe“. Ein Gespräch mit Thomas Brasch. In: Thomas Brasch: Ich merke mich nur im Chaos. Frankfurt 2009.
- Joachim Lux: Zu Shakespeares „Was ihr wollt“. Ein Gespräch mit Thomas Brasch. In: Thomas Brasch: Ich merke mich nur im Chaos. Frankfurt 2009.
- Joachim Lux: Gotscheff, der Veterinärmediziner. In: Peter Staatsmann/Bettina Schültke (Hg): Das Schweigen des Theaters – Der Regisseur Dimiter Gotscheff. Vorwerk Verlag, Berlin 2008.
- Joachim Lux: Die Heimat, der Tod und das Nichts. 42.500 Zeichen über die Heimatdichterin Elfriede Jelinek – kurz und bündig. In: Arbeitsbuch Elfriede Jelinek, Theater der Zeit, Juli 2006.
- Joachim Lux: Die Kultur, das Theater und die Krise der Politik. Über die Unterschiede zwischen deutschem und Wiener Theater. Frankfurter Rundschau, 30. März 2003.
- Joachim Lux: Der Mensch ist für seine eigene Utopie nicht geeignet. Das ist das Drama. Tankred Dorst und Ursula Ehler im Gespräch mit Joachim Lux. In: Tankred Dorst: Merlins Zauber. Frankfurt 2001.

Ferner publizierte Lux diverse Texte in anderen Fachzeitschriften.